# Giovanni Zibordi
Giovanni Zibordi (* 20. September 1870 in Padua; † 30. Juli 1943 in Bergamo) war ein italienischer politischer Journalist aus einer wohlhabenden Familie, der zwischen 1904 und 1921 aktiv war. 